# Staw Bolina
Staw Bolina i Bolina II – kompleks dwóch stawów pochodzenia antropogenicznego na terenie Katowic, położonych w dzielnicy Janów-Nikiszowiec, w zlewni Boliny, o powierzchni 2,75 ha (Staw Bolina) i 4,21 ha (Staw Bolina II).
Zbiorniki te wykształciły się w wypełnionej glacjalnymi osadami piaszczysto-gliniastymi dolinie Boliny. Staw Bolina jest zasilany bezpośrednio wodami z Boliny. Bolina i Bolina II stanowią akweny pochodzenia antropogenicznego, powstałe w związku z działalnością górniczą. Staw Bolina powstał w latach 50. XX wieku jako zbiornik techniczny. W późniejszym czasie powstał z inicjatywy pobliskiej kopalni węgla kamiennego „Wieczorek” w rejonie stawu ośrodek rekreacyjny „Bolina”. Staw Bolina był wykorzystywany jako przystań kajakowa. Ośrodek uległ z powodu szkód górniczych degradacji, a staw wyniku osiadania terenu uległ rozlaniu. W 1996 roku wykonano prace rekultywacyjne, w którym staw powrócił do kształtu przez osiadaniem. Kopalnia węgla kamiennego „Wieczorek” prowadziła w rejonie Stawu Bolina II prace rekultywacyjne w związku z prowadzoną w przeszłości działalnością górniczą. Teren ten zrekultywowano ziemią mineralną i zalesiono.
Staw Bolina stanowi fragment zdegradowanego korytarza ekologicznego, który jest miejscem rozrodu płazów. Rośnie tu również roślinność szuwarowa, w tym pałka szerokolistna. Pełni on również funkcje rekreacyjne. Stanowi on część ośrodka wypoczynkowego, na którym 29 lutego 2012 roku ustanowiono park Bolina.

## Galeria

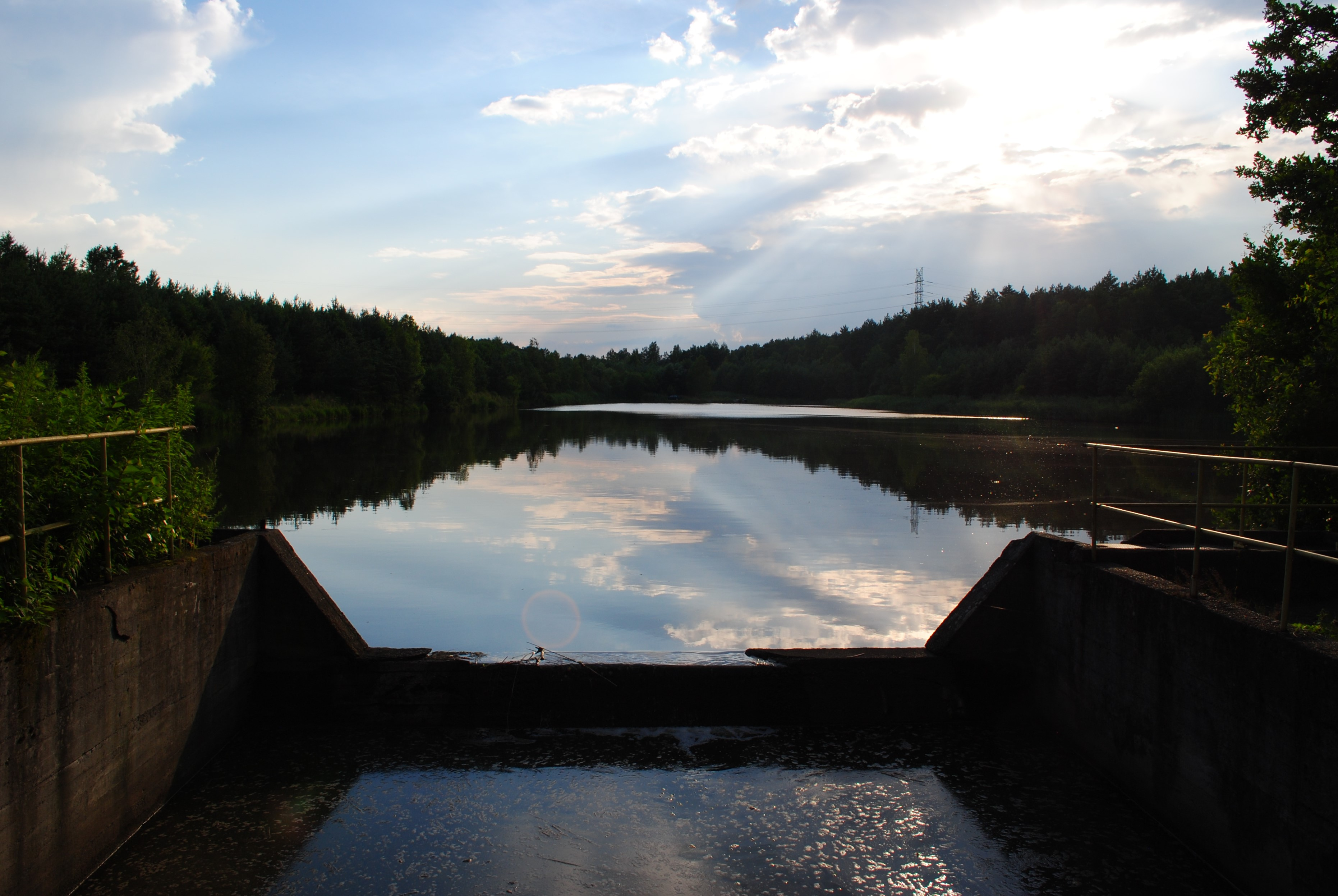
Staw Bolina
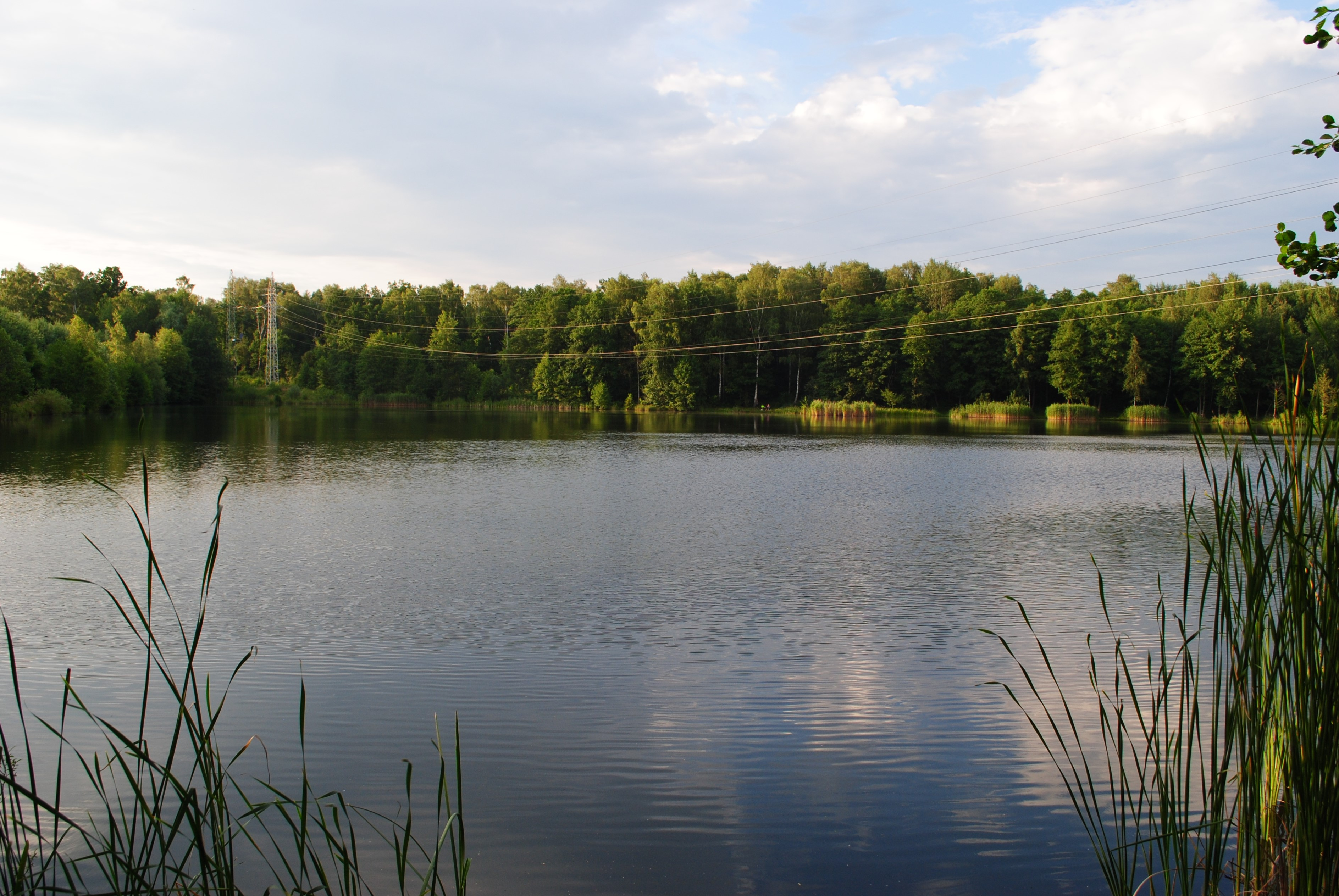
Staw Bolina II